# Zemljopis Sjeverne Rajne-Vestfalije
Glavna značajka zemljopisa Sjeverne Rajne-Vestfalije jest njezin položaj. Smjestila se na zapadu Njemačke i nalazi se na dodiru Njemačko-poljske nizine i Njemačkog sredogorja. Stoga je njezin sjeverniji dio nizak, ravan i pogodan za poljoprivredu, dok je južni dio viši planinski prostor. Zato je sjeverni dio, gdje prevladavaju nizine, slabo pošumljen, jer se taj prostor intenzivno koristi za poljoprivredu i mnogo je gušće naseljen od južnoga dijela pokrajine. Planinski jug je šumovit, a zemlja je siromašnija humusom, pa nema mnogo mogućnosti za poljoprivredu. Osim toga, klima je u nizinama mnogo blaža i suša nego u planinskom dijelu zemlje. Od juga prema sjeveru teku rijeke  Weser i Rajna, koja prolazi kroz konurbaciju Ruhr. Na samom sjeveru pokrajine rijeka Ems jača i na samom sjeveru Njemačke se ulijeva u Sjeverno more.

## Zemljopisni položaj i topografija
Sjeverna Rajna-Vestfalija se nalazi u zapadnom dijelu Savezne Republike Njemačke. Najdublja prirodna depresija nalazi se na sjeverozapadu pokrajine u općini Zyfflich, u mjestu Kranenburg. Najniža točka nalazi se iznad zemlje, ali je zbog rudarstva  u rudniku Hambach, kod mjesta Niederzierdubina postignuta dubina od 267 m ispod površine zemlje. Oko polovice zemlje leži u relativno ravnim dijelovima, a najveće nizine su Münsterland, Vestfalijske ravnice i nizina Donja Rajna. U nizinama se nalazi nekoliko izoliranih planinskih lanaca, kao Halterner, Haard, Hohe Mark, Borkenberge, Beckumer Berge, Baumberge, Stemweder Berg. Nizina Donja Rajna kreće na jugu do granice do Rheinland-Pfalza, gdje se Rajna usijeca duboko u planine, povećavajući svoje porječje. Na jugu i istoku pokrajine, reljef postaje viši i strmiji, planinski. Na tom području smjestili su se mnogi planinski masivi: Weserbergland, Eggegebirge, Wiehengebirge, Wesergebirge i Teutoburšku šumu na istoku, Sauerland,Bergisches Land, Siegerland, Siebengebirge na jugu i Eifel na na lijevoj obali Rajne na jugozapadu zemlje. Rothaargebirge u pograničnom dijelu pokrajine, prosječno visoka je oko 800m, dok je najviši vrh Langenberg s visinom od 843 m.
Mjerenjem uz pomoć satelita utvrđeno je da se zemljopisno središte Sjeverne Rajne-Vestfalije nalazi na jugu općine Aplerbeck u mjestu Aplerbecker Mark.> Najzapadnija točka je Selfkantbahnna blizu nizozemske granice, najistočnija kod mjesta Höxter na rijeci Weser, a najjužnija u mjestu Hellentha u općini Eifel na jugozapada zemlje. Najsjevernija točka nalazi se u mjestu Rahden na sjeveroistoku pokrajine. Najsjevernija točka nalazi se samo 100 km od obale Sjevernog mora. Prosječna širina pokrajine (istok-zapad) iznosi 235 km, dok je prosječna dužina (sjever-jug) 190 km. Sjeverna Rajna-Vestfalija se u smjeru sjeverozapad-jugoistok pruža oko 260 km. Ukupna površina Sjeverne Rajne-Vestfalije iznosi 34.098 km², što je čini četvrtom najvećom saveznom pokrajinom u Njemačkoj.
Upravo se najzapadnije naselje u Njemačkoj smjestilo u ovoj pokrajini, a to je naselje Isenbruch u općini Selfkantbahn. Također u Sjevernoj Rajni-Vestfaliji nalazi se najzapadnija točka Njemačke, a nalazi se u već spomenutom mjestu Isenbruch, blizu same granice s Nizozemskom.

## Granice
Sjeverna Rajna-Vestfalija na jugoistoku i istoku graniči s njemačkom saveznom pokrajinom Hessen, na sjeveru i sjeveroistoku s Donjom Saskom, na jugu s Falačkim Porajnjem. Na zapadu graniči s Belgijom, točnije s belgijskom regijom Valonijom. Sjeverna Rajna-Vestfalija na sjeverozapadu s Nizozemskom, odnosno s nizozemskim mjestom Limburgom, u pokrajini Gelderland. Ukupna dužina granica Sjeverne Rajne-Vestfalije iznosi 583 km.

## Podjela
Sjeverna Rajna-Vestfalija se može podijeliti na više načina, ovisno o klasifikaciji podjele. Gledajući kulturne, sociološke, prirodne i prostorne razlike Sjeverna Rajna-Vestfalija može se podijeliti na tri dijela: Sjevernu Rajnu (Rheinland), Vestfaliju i Lippe. Spomenuti dijelovi su 1946./47. ujedinjeni u jedinstvenu pokrajinu - Sjevernu Rajnu-Vestfaliju, iako postoje značajne kulturološke i zemljopisne razlike između Porajnja i Vestfalije. Iako je tadašnji njemački državni vrh želio smanjiti broj pokrajina, bilo je razmatranja o tome da Lippe i Vestfalija ostanu samostalne pokrajine. No, osim što bi to značilo skuplju administraciju i javnu upravu, i u drugim pokrajinama bi moglo doći do sličnog. Stoga se odustalo od takvih razmišljana, u nakani da se cijepanje države smanji na najmanje moguće.
1. Porajnje (Rheinland)
- Bergisches Land
- Eifel
- Region Aachen
- Niederrhein
- Rheinschiene
- Region Köln/Bonn

2. Vestfalija (Westfalen)
- Münsterland
- Minden-Ravensberg
- Hochstift Paderborn
- Hellwegbörden
- Sauerland
- Siegerland
- Tecklenburger Land

3.  Lippe
- Lipper Land, slobodno područje

Posebne regije koje se ne mogu svrstati u gornjoj shemi:
- Ruhr - iako povijesno i kulturno pripada Porajnju, zbog svojih ekonomskih društveno-kulturnih obilježja može se smatrati zasebnom regijom, čega je svjesna i njemačka vlast.

- Istočna Vestfalija-Lippe - ima status posebne administrativne jedinice, zbog značajnih kulturoloških razlika s područjem Vestfalije i Lippe. Obuhvaća dijelove pokrajina Minden-Ravensberg i Paderborn.

## Vode
Većina Sjeverne Rajne-Vestfalije nalazi se između Rajne na zapadu i Weser na istoku, a obje su i najveće rijeke u Sjevernoj Rajni-Vestfaliji. Rajna teče u smjeru jug-sjever u dužini 226 km cijelom pokrajinom dijeleći ju Blisku Rajnu, Donju Rajnu i Porajnje. Rajna teče i kroz tri najveća grada Sjeverne Rajne-Vestfalije Köln, Düsseldorf i Duisburg. Slivnim područjem Rajne smatraju se njezini najvažniji pritoci Wupper Erft, Ruhr, i Emscher Lippe. Rajna je poznata i kao žila kucavica ovoga područja, te je svojim tokom stvorila i najveću konurbaciju u Njemačkoj pod imenom Ruhr. Ruhr je ekonomski najsnažnije i demografski najgušće naseljeno područje u cijeloj Njemačkoj. Zapadno od Rajne, zemlja se također dijeli u slivnom području rijeke Meuse. Weser teče od sjevera prema jugu krajnjim istokom zemlje, djelomično predstavljajući granicu između Sjeverne Rajne-Vestfalije i Donje Saske. Weser teče kroz zemlju 116 km, čineći granicu dugu 41 km s Donjom Saskom. U Vestfaliji, rijeka Ems je još jedan zasebni riječni sustav. Ems teče kroz zemlju 156 km u smjeru sjeveroistok-zapad. Zapadno od rijeke Ems, Sjeverna Rajna-Vestfalija se može podijeliti na još jedan podslijev rijeke IJssel/Alten Issel koji zauzima područje sjeverozapadnih rječica. Sve rijeke Sjeverne Rajne-Vestfalije pripadaju slijevu Sjevernog mora. Industrija ugljena i rudarstvo dovelo do isušivanja pojedinih dijelova rijeka i stvaranja poldera melioracijom. Osim isušivanja industrija u Porajnju uzrokovala onečišćenje rijeke Rajne i njezinih pritoka. U planinskim predjelima na jugu Sjeverne Rajne-Vestfalije smjestilo se 70 brana, koje proizvode više od 80% potrebne energije za opskrbu električnom energijom. Sjeverna Rajna-Vestfalija prva je od njemačkih pokrajina po broju brana i proizvodnji energije iz hidroelektrana. Najveće hidroelektrane su Rurtalsperre, Urfttalsperre, Wahnbachtalsperre, Sorpesee Möhnetalsperre, Dhünntalsperre i Biggetalsperre.

## Geologija i pedologija
Geološki Sjeverna Rajna ima nehomogene strukturne složene oblike. Južni i istočni dijelovi zemlje nastali su tektonskim procesima tijekom paleozoika i mezozoika. Sjeverni i zapadni dio nastali su nakon geoloških procesa tijekom posljednjeg ledenog doba. Eifel, Bergische Land, Sauerland i Siegerland imaju najstarije stijene: pješčenjake, škriljevce, različite vrste glina i vapnence, koji su blago zavijeni na Zemljinoj površini građeni poznate planine Sandstein, Grauwacke, Schiefer i Kalkstein. Zbog brzog trošenja i obilnih padalina tijekom posljednjeg ledenog doba nastala je jedna od najviših planina u zemlji - Rothaargebirge. Na jugu Sjeverne Rajne-Vestfalije, u starim gromadnim gorjima, u 18. i 19. st. se uz nalazišta ugljena razvilo rudarstvo i industrija koja je stvorila Ruhr na obalama Rajne i pretvorila ga u najveću europsku konurbaciju. Odlazeći prema sjeveru povećava se sedimentni sloj tla. Područje Ostwestfalen-Lippe sadrži tlo iz mezozoika (trijas, jura, kreda) s često blago zakrivljenim stjenovitim prostorima. Međutim oni su u potpunosti, sve do granice s Nizozemskom i Paderborn visoravni prekrivenim sedimentnim kvartarnim nanosom, osobito iz vremena krede. Iznimke su mala izolirana pješčana područja iz vremena krede kod Halternera, Beckuma i Baumbergera, s pretežito kvartarnim nanosom s nešto lesa. U nizinama Donje Rajne i području Kölna prisutni su kvartarni nanosi iz doba holocena i pleistocena. Iako je Donja Rajna nizinski prostor, ona se lagano spušta obale Rajne preuzimajući starije tercijarne nanose. Morfološki to označava trusno područje oko obala Rajne. Također, cijeli jug Donje Rajne nastao je za vrijeme tercijara, u kojem se nalaze velika i za Njemačku važna nalazišta lignita. Uz samu obalu Rajne tlo gradi riječni šljunak iz vremena tercijara. Pleistocensko tlo vidljivo je na phrptu Niederrheinischer između Kleva i Krefelda.
U južnoj planinskoj regiji oko Braunerdena, prevladavaju vlažna tercijarna tla, uglavnom podzoli i siromašna smeđa tla. Oko Münstera prevladavaju pješčana i glinasta tla iz pleistocena. No, u većini planinskih područja prevladavaju podzoli i isprana smeđa tla. Iznimka je područje podno planine Weserbergland, gdje se razvilo malo izolirano područje s pretežnim slojem plodnog prapora, što omogućava razvoj poljoprivrede.

## Korištenje zemljišta
Sjeverna Rajna-Vestfalija najgušće je naseljeno područje u Njemačkoj. Oko 20 % površine je prekrivena objektima. Konkretno, Ruhr i Rajna iz Duisburga preko Düsseldorfa za Köln-Bonn su uglavnom urbanizirani. Šumovita su samo planinska područja na jugu i istoku zemlje. Tamo površina šuma iznosi oko četvrtine zemljišta. Više od 50 % zemljišta se koristi za poljoprivredu, uglavnom u području Donje Rajne, Vestfalije i Ravensberga. Ukupni udio šuma prema Federalnom uredu za šumarstvo je neznatno iznad njemačkog prosjeka. Stupanj urbanizacije je gotovo dvostruko viši nego u ostatku Njemačke.
| Iskorištavanje zemljišta        | Iskorištavanje zemljišta | Iskorištavanje zemljišta | Iskorištavanje zemljišta |
| Opis                            | Udio (%)                 | Površina (km²)           | Karta                    |
| ------------------------------- | ------------------------ | ------------------------ | ------------------------ |
| Stambene i poslovne zgrade      | 11,1                     | 7566                     |                          |
| Gradske zelene površine         | 6,59                     | 4492                     |                          |
| Rekreacijska područja, groblja  | 0,98                     | 668                      |                          |
| Prometnice                      | 3,5                      | 2385                     |                          |
| Otvoreni prostori izvan naselja | 38,9                     | 26518                    |                          |
| Poljoprivredna zemljišta        | 24,6                     | 16770                    |                          |
| Šumska područja                 | 12,75                    | 8691                     |                          |
| Površinske vode                 | 0,94                     | 640                      |                          |
| Neobrađena zemljišta            | 0,2                      | 136                      |                          |
| Rudarska područja               | 0,3                      | 204                      |                          |
| Ostala područja primjene        | 0,1                      | 68                       |                          |
| Ukupno                          | 100                      | 68171                    |                          |

## Geofizika
Kölnska okolica jedna je od najvažnijih seizmološki aktivnih područja u cijeloj Srednjoj Europi. 1980. je na tom području Sjeverne Rajne-Vestfalije zabilježeno oko 800 potresa,  od kojih su većina ispod praga percepcije čovjeka. Na području Donje Rajne izazvano je najmanje 20 potresa, koji se mogu smatrati razornima. 13. travnja 1992. godine kod Roermond dogodio se potres magnitude 5,9. Bio je to najjači potres u Srednjoj Europi nakon 250 godina.
U prošlosti su rudarske eksplozije znale biti razlog erozija tla, ali i uzročnik tzv. umjetnih potresa (potresi uzrokovani dijelom i ljudskom rukom). Rudarske eksplozije potiču slijeganje tla, koje može uzrokovati potrese magnitude do 3 po Richteru. Iako to nisu razorni potresi, pokazatelj su seizmološke osjetljivosti tla. Ipak, posljedice čestih i slabih potresa su oštećenje Ruhrske infrastrukture i prometnica. Čak i nakon zatvaranja rudnika, opasnost od slijeganja i dalje postoji.

## Klima
Sjeverna Rajna-Vestfalija nalazi u cijelosti u sjevernom umjerenom pojasu s velikim utjecajem maritimnosti koji karakterizira blage zime. Prema Köppenovoj klasifikaciji ima umjereno toplu vlažnu klimu s prosječnom temperaturom najtoplijeg mjeseca od 22°C, dok temperatura najtoplijeg mjeseca ne prelazi ispod -3°C. Odlazeći na istok povećava se kontinentalnost. Između zapadnih i istočnih dijelova postoje značajne razlike u temperaturi i količini padalina. Srednja godišnja temperatura je ovisno o nadmorskoj visini od 5 do 11,2°C. Münsterland i Porajnje (Rheinland) su najtopliji dijelovi zemlje. U području Kölnske nizine česte su temperaturne inverzije, zbog smještaja u kotlinama, zaštićenima planinama na jugu. Najniža temperatura ikada zabilježena jest u Düsseldorfu, 2. siječnja 1997., kada je temperatura dosegla -20.8°C. U istome gradu zabilježena je i najviša temperatura u iznosu 8. kolovoza 2003. godine, a iznosila je 37°C. U Kölnskoj nizini prevladavaju zapadni vjetrovi, posebice sjeverozapadnjak, koji redovito donosi vlagu s Atlantika koje formiraju ondašnje zračne mase. Tako da područja izloženija zapadnim vjetrovima primaju više oborina i to oko 900mm godišnje, od područja u zavjetrini, koja prime između 550-600mm godišnje. Ima nekoliko meteroloških stanica koje bilježe ekstremne padaline (oko 1500mm).
| Mjesec                 | Sij. | Velj. | Ožu. | Tra. | Svi. | Lip. | Srp. | Kol. | Ruj. | Lis. | Stu. | Pro. | God.  |
| Minimalna temp. (°C)   | -1,1 | -0,8  | 1,9  | 4,7  | 8,2  | 11,2 | 13,4 | 12,2 | 10,8 | 6,9  | 3,4  | 0,5  | 5,9   |
| Maksimalna temp. (°C)  | 3,7  | 4,6   | 9,1  | 13,2 | 17,6 | 20,7 | 22,1 | 22,0 | 21,8 | 18,9 | 13,6 | 8,2  | 14,6  |
| Prosječna temp. (°C)   | 1,9  | 2,5   | 5,1  | 8,5  | 12,9 | 16,0 | 17,6 | 17,3 | 14,4 | 10,6 | 5,8  | 3,0  | 9,6   |
| Insolacija (h/d)       | 1,3  | 2,6   | 3,3  | 5,2  | 6,2  | 6,3  | 6,1  | 6,3  | 4,2  | 3,5  | 1,7  | 1,2  | 4,0   |
| Padaline (mm/mjesečno) | 69,1 | 53,3  | 65,7 | 63,6 | 69,6 | 90,8 | 84,1 | 74,6 | 68,5 | 60,7 | 74,3 | 81,4 | 855,7 |

## Vanjske poveznice
- Web stranica Sjeverne Rajne-Vestfalije
- Zemljopisne i satelitske karte  Arhivirana inačica izvorne stranice od 4. prosinca 2016. (Wayback Machine)
- Statistički podatci  Arhivirana inačica izvorne stranice od 8. siječnja 2020. (Wayback Machine)